# دیر سریان
دیر سریان (به عربی: دیر سریان) یک منطقهٔ مسکونی در لبنان است که در شهرستان مرجعیون واقع شده‌است. دیر سریان ۵۲۵ متر بالاتر از سطح دریا واقع شده‌است.